# Иоиль (византийский писатель)
Иои́ль (греч. Ίωήλ) — византийский писатель первой половины XIII века. Известен только как составитель краткой хроники событий от сотворения мира до завоевания Константинополя крестоносцами в 1204 году. Эта хроника издавалась вместе с летописью Георгия Акрополита, продолжившего её до 1261 года; последнее переиздание — в Мессине, в 1979 году (Chronographia compendiana). Хроника построена как перечень правителей — библейских еврейских, восточных, римских и византийских, с указанием продолжительности правления и обстоятельств кончины. Некоторое количество подробностей приводится только от правления Алексея I Комнина до 1204 года. Обстоятельства кончины Мануила Комнина и последовавшие за этим события представлены как Божий промысел, а вторжение крестоносцев — как Божий суд. Также Иоилю приписывался погребальный плач (греч. θρῆνος) по захваченному латинянами Второму Риму, который так и остался в рукописи.

## Издание в составе «Греческой патрологии»
- Patrologiae cursus completus: seu bibliotheca universalis.... — Paris, 1894. — Т. 139. — P. 223—288.